# Herb Prószkowa
Herb Prószkowa – jeden z symboli miasta Prószków i gminy Prószków w postaci herbu.

## Wygląd i symbolika
Herb przedstawia tarczę podzieloną na cztery części. Pole pierwsze i czwarte ma barwy złoto-czarnej. Widnieje na niej wizerunek skaczącego jelenia barwy czarno-złotej. Pola drugie i trzecie są podzielone na dwie równe części w słup. Pole lewe (heraldycznie) jest czerwone, pole prawe jest białe. Na polu białym widnieje czerwona podkowa, na polu czerwonym biała podkowa. Podkowy stykają się ze sobą barkami.

## Historia

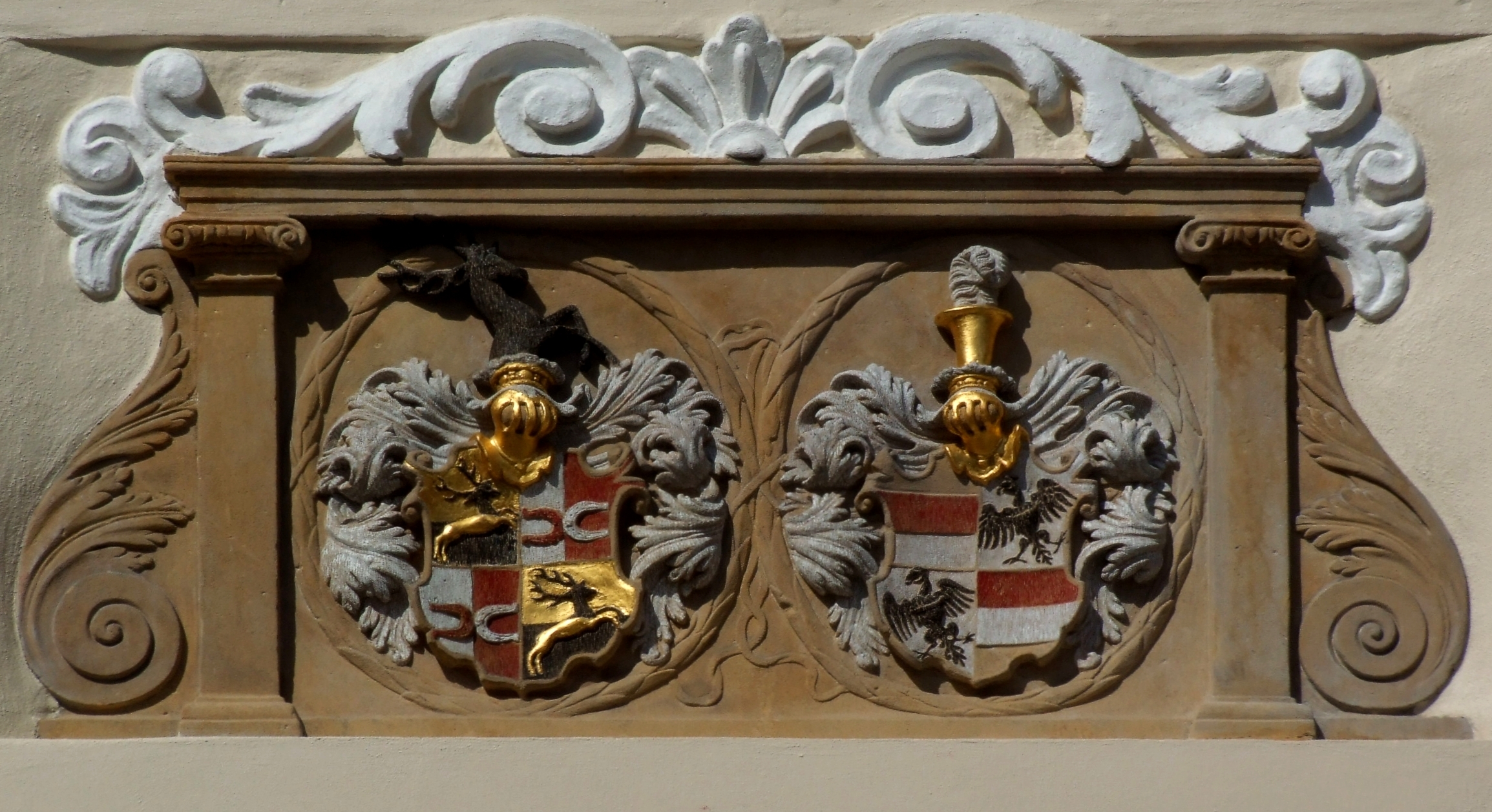
Herb Prószkowskich (po lewej) i herb von Lobkowitz w Opolu

Godło z pól drugiego i trzeciego znajdowało się w godle rodziny Prószkowskich, dawnych właścicieli miasta – jest to herb Czewoja. W heraldyce występuje też herb czteropolowy, symbolizujący tę rodzinę, znajdujący się m.in. w Opolu (od herbu Prószkowa różni się jeleniem, skaczącym w przeciwną stronę).
W przeszłości herb miejski miał tarczę dzieloną w słup z podkową zwróconą ku dołowi, w połowie czerwoną w srebrnej tarczy, a w połowie srebrną w czerwonej tarczy. Był to jedynie element herbu Prószkowskich ale w późniejszym okresie władze samorządowe dodały pola ze skaczącym jeleniem oraz z pełnym herbem Czewoja (być może wzorując się na herbie z Opola).